# 瓜生寅
瓜生 寅（うりゅう はじめ/はじむ、1842年2月24日（天保13年1月15日）- 1913年（大正2年）2月23日）は、幕末から明治時代の官僚、教育者、英学者、実業家である。別称は寅（とら）、通称は三寅、号は梅村・六合魁民、幼名は乕作。本姓は多部。海援隊士・瓜生震（雷吉）の兄。

日本の近代教育の起源となる1872年（明治5年）の「学制」起草者の一人で、故郷福井藩の英学教育にも大きな足跡を残した。大阪理学校（現・京都大学）校長、初代神戸税関長、日本鉄道会社幹事などの要職も歴任し、実業家としても活躍した。ホーム・リンガー商会と協同で下関に設立した「瓜生商会」は、三菱・三井の両財閥の石炭輸出の主要な仲介業者となった。
また、明治元年には、ヘンリー・ホイートンの代表作『Elements of International Low』（万国公法）を原著から直接和訳した『交道起源（一名万国公法全書）』を著し、日本の法律の国際化に多大な影響を与えている。その他、貨幣、商業、電気工学、地質、測量、地理、歴史、家政学など著作は多岐に渡る。

## 経歴・人物

### 生まれから長崎遊学
福井藩士多部五郎左衛門正晃の長男として、越前国福井城下万町（現・福井県福井市春山）で生まれる。実弟は後に岩倉使節団の助手や海援隊に属する瓜生震（雷吉）であり、弟とともに分家して遠祖の瓜生姓を名乗る。
若くして漢学や洋学等、多くの学問を学び、1860年（万延元年）には、長崎に遊学に向かう。5月（旧暦）に京都を出発し長崎に向い、7月（旧暦）に長崎に到着している(当時18歳)。
1861年（文久元年）、長崎でチャニング・ウィリアムズ（立教大学創設者）及びグイド・フルベッキ両氏に師事し、各私塾で英学を学ぶ。同年5月（旧暦）、ロシア軍艦対馬占領事件を観に、小杉右藤次に随い、対馬の黒瀬浦に赴く。
1862年（文久2年）、西洋式の君沢形風帆船で江戸に廻航する。

### 洋学所での教授
江戸幕府に仕えることとなり、文久3年12月、英語稽古所が長崎江戸町に移転して開設された幕府の洋学所の教授に就任し、教鞭を執った。洋学所では英学の師であるウィリアムズとフルベッキも教授を務めていた。

### 私塾・培社の創設
1864年（元治元年9月）、何礼之の許可を得て、何礼之塾の塾長であった巻退蔵（前島密、日本の近代郵便制度の創設者）と苦学生のために私塾『培社』を開設。培社はウィリアムズやフルベッキが以前寓居していた崇福寺の境内にある広福庵に置かれ、瓜生寅が学長（塾長）となった。藝州（広島）、薩摩や、筑前、筑後にある諸藩の藩主より生徒数名を托された。生徒には弟・瓜生震、林謙三（のちの安保清康、坂本龍馬の友人）、高橋賢吉（のちの芳川顕正、伊藤博文の友人）、橘恭平（のちの神戸郵便局長）、鮫島誠造（鮫島尚信）らがいた。また、前田弘安（前田正名）、谷村小吉、岸良俊之丞（岸良兼養）、川崎強八、高橋四郎左衛門（高橋新吉）、鮫島武之助（鮫島尚信の弟）の他、数十名の薩摩藩士が入門していた。生徒はその他に5名ほどはいたとされるが、そのうちの一人は松下直美（のちの福岡市長、大審院判事）であった。
培社は1864年（元治元年）に何礼之が長崎に開設した私塾の外郭的なもので、いわば塾生たちの合宿所的存在であったとされる。一方で、何礼之から許可を得て設立された塾ではあったが、何礼之の私塾とは共に英語を教える塾として競い合っていたという。培社の経営にあたっていたのは巻退蔵（前島密）であった。その後、培社は、塾の財政支援のために前島密が紀州藩蒸気船の監督者を勤めている間に、所長の瓜生寅自身の金銭問題も生じて閉じることとなった。
また、曾我祐準の自叙伝によると、崇福寺に培社を開設する前に、瓜生寅は長崎西坂にある同じ黄檗宗の寺院である福済寺に仮塾を置いていたとみられ、曾我はそこで学んだ。
同年10月（旧暦）、瓜生寅は福井に帰省する。11月（旧暦）には、弟・瓜生震（雷吉）を携へて故郷を後にし、12月24日（旧暦）に長崎に帰着した。
1864年（元治元年12月20日）、英学の実力が認められ福井藩主の松平茂昭から豊前小倉に呼ばれ、原籍に復して士席となった。1865年（慶応元年8月）帰省、10月（旧暦）再び長崎へ向かう。この頃、長崎において、瓜生と同じくウィリアムズ門下で、肥後藩の海軍司令官であった荘村助右衛門（後の省三）と連携して行動を共にし、瓜生が英国海軍の艦長から聴取して和訳して作った越前藩へ報告書を、荘村が写し取って肥後藩へも報告するなど、両名は深い間柄にあった。荘村はその後、弟・震（雷吉）が所属する海援隊で活動する坂本龍馬と肥後藩を薩長同盟に参加させよう画策している。

### 福井へ
1866年（慶應2年2月）、英国公使に従い、英国軍艦にて横浜に入ったが、幕吏が疑う所となる。3月（旧暦）に長崎に帰り、同年4月（旧暦）、福井に帰国の命があった。

### 維新後
明治維新となり、明治初年に上京して東京・開成学校に勤める。1869年（明治2年）から1870年（明治3年）の頃に福井で英学塾を開く。学生には佐久間正（本多府中藩）、稲生震也、雨森別、小野文哉、山岡次郎らがいたが、その生徒数は分かっていないが、名声は高かった。
1870年（明治3年）、新政府に登用されることとなり、大学別当（長官）であった松平春嶽によって大学大助教（大学の教官の職階のひとつ）に起用され、大学南校にて指導を行う。後に大学南校で教えたウィリアム・グリフィスとも交流があり、グリフィスは瓜生寅の才覚を認めていた。1871年（明治4年）には文部少教授となり、編輯局に勤務し、1872年（明治5年）の「学制」の起草に長三洲とともに携わった。また、大阪理学校（後の第三高等学校、現在の京都大学）の校長も務めた。その後、大蔵省、工部省の各官庁に出仕し、神戸税関の初代局長や鉄道助なども歴任する。
1879年（明治12年）に依願免官（自己都合退職）したのち、1882年（明治15年）に日本鉄道会社に勤務し、幹事を務める。
その後、兵庫日本米穀輸出会社顧問を経て、実業家としての活動を始め、山口県下関市にて外国籍の船舶の代理店で、三菱・三井の両財閥の石炭輸出の九州における主要な仲介業者となった「瓜生商会」をホーム・リンガー商会に名義を貸して、協同で設立した。この瓜生商会は、ホーム・リンガー商会の下関支社として設立されたが、当時外国法人は条約港以外で支店を設立することが認められていなかったための対応策であった。瓜生商会の支配人は、テノール歌手・藤原義江の実父であるスコットランド人のネール・ブロディ・リード（Neil Brodie Reid）が務めていた。また、1942年には、瓜生商会長崎支店の社員が駐日スイス公使から長崎英国領事館の財産管理人として任命され、戦時中に閉鎖された領事館の建物の管理を行っている。現在、瓜生商会は「ホーム・リンガー商会」の名を引き継いでいる。
晩年は馬関（下関）商業会議所（現在の下関商工会議所）の副会頭を務めた。墓所は青山霊園。

## 主な著作
- 『英式歩操新書』 瓜生三寅訳 南越兵学所 慶應3年7月
- 『交道起源（一名万国公法全書）』 ヘンリー・ホイートン著 瓜生三寅訳 山岡次郎太（筆記）明治元年
- 『中外貨幣度量考』 瓜生三寅編 竹苞楼 明治元年
- 『衛兵要務』 フィツ・カラレンス著 瓜生三寅訳 福井藩学校 明治3年
- 『合衆国政治小学』 ヨング著、瓜生三寅訳 名山閣 明治5年2月
- 『日本国尽』 瓜生寅著 和泉屋吉兵衛 明治5年10月
- 『測地略』 瓜生寅編 文部省 明治5-7年
- 『地質学』 瓜生寅訳 市川清流 校 文部省 明治5年
- 『改正日本國盡 6』 瓜生寅著 東亰書林 明治7年6月
- 『素本日本国尽』 瓜生寅著 （出版者不明） 明治7年9月
- 『窮理諳誦本』 瓜生寅著 瓜生寅 明治7年12月
- 『啓蒙智恵之環』 英国理雅各著 瓜生寅訳 和泉屋吉兵衛 明治7年
- 『上等小学啓蒙知恵乃環』 瓜生寅訳 和泉屋吉兵衛 明治9年9月
- 『材力論(諳氏)』諳垤児遜 (アンデルソン) 著 瓜生寅訳 文部省 明治13年3月
- 『電鑷両気論』 弗黎明然均（フレミング・ジエンキン）著、瓜生寅訳 文部省編輯局 明治14年9月
- 『度量衡標本解説』 瓜生寅著 文部省編輯局 明治17年2月
- 『商業博物誌』 イ－ツ著、瓜生寅訳 文部省編輯局 明治18年3月
- 『庶物指教用解説』 瓜生寅編、山県悌三郎訂 文部省 明治19年6月
- 『女子家政学:通信教授 第1-13,15-19』 瓜生寅著 通信講学会 明治19-22年
- 『梅邨壽筵圖録』 瓜生寅著 明治36年5月
- 『瓜生判官事跡』 瓜生寅編 博文館 明治37年12月
- 『国史の研究』 瓜生寅著 吉川弘文館 明治40年1月
- 『鎌倉雑詩』 瓜生寅（梅村）著 瓜生梅村 明治40年9月
- 『勅語通解』 瓜生寅著 博文館 明治44年12月
- 『まるこぽろ紀行』 ト－マス・ライト英訳、瓜生寅訳補 博文館 明治45年4月
- 『通信教授女子家政学 (復刻家政学叢書 1)』 瓜生寅著 第一書房 昭和57年6月

## 培社の主な生徒
- 前島密 - 共に倍社を創設した学友、日本の近代郵便制度の創設者、早稲田大学（当時・東京専門学校）第2代校長
- 瓜生震 - 実弟、海援隊士、岩倉使節団の一員、三菱財閥の幹部
- 林謙三（のちの安保清康） - 坂本龍馬の友人、海軍の先覚者の一人
- 高橋賢吉（のちの芳川顕正） - 伊藤博文の友人、明治政府の閣僚
- 鮫島尚信 - 薩摩藩士、外交官、日本人で最初にルイ・ヴィトンの鞄を購入した人物
- 松下直美 - 福岡市長、司法官僚、大審院判事、九州帝国大学（現・九州大学）の礎を築いた人物

## その他の主な生徒
- 南部球吾 - 福井藩士、鉱山技術者、文部省第1回訪米留学生としてコロンビア大学で鉱山学を学んだ

## 親族
- 瓜生泰 - 養子、三菱合資会社本社鉱山部副長、東京大学工学部助教授[28]